# Milcov
Milcov é uma comuna romena localizada no distrito de Olt, na região de Oltênia. A comuna possui uma área de 24.53 km² e sua população era de 1735 habitantes segundo o censo de 2007.